# Ane Doki
Ane Doki (あねどきっ?) es una popular serie de manga escrita e ilustrada por Mizuki Kawashita, creadora de Ichigo 100%. La serie narra la historia de Kōta Ochiai, un chico de 13 años quien conoce a una misteriosa y hermosa chica, llamada Natsuki, de camino a casa del colegio. Debido a un conjunto de extrañas circunstancias, Natsuki se queda a vivir con él por un tiempo, y lo enreda en muchas situaciones incómodas.
El manga fue publicado semanalmente en la revista Shūkan Shōnen Jump de la editorial Shūeisha desde el 8 de julio de 2009 hasta el 18 de enero de 2010 y terminó contando con 26 capítulos, recopilados en 3 tomos tankōbon.

## Argumento
Cuenta la historia de un chico de 13 años llamado Kōta Ochiai quien conoce a una misteriosa y hermosa chica de camino a casa del colegio. Ella le pregunta que si puede comer algo de su helado y este le queda observando de una forma pervertida lo cual hace que ella le pregunte que estaba pensando mientras la veía, esto hace que el salga corriendo de la vergüenza y accidentalmente deja caer su cuaderno de estudiante. Llegando a casa se encuentra con su padre y este le dice que fue transferido y que no sabe por cuánto tiempo será. Luego cuando ve la entrada de su casa ve a la misteriosa chica esperándolo, ella le entrega su cuaderno y le dice que como pago del helado que le dio se va a quedar viviendo con él para cuidarlo, y así Natsuki Hagiwara de 17 años, estudiante de preparatoria se introduce a su vida y su casa para cuidar de él.

## Personajes
Kōta Ochiai (落合 洸太 Ochiai Kōta?)Es un estudiante de escuela media de 13 años, es el protagonista de este manga. Es muy tímido con las chicas, le parece muy agradable  Kanade Sakurai y se ve envuelto en muchas situaciones incómodas por culpa de Natsuki. Algunas veces Natsuki le resulta beneficiosa, pero en la mayoría de  situaciones le causa problemas de mucha connotación sexual. Finalmente, Kōta se enamora de Natsuki, y en el último capítulo le confiesa su amor.
Hagiwara Natsuki (萩原 なつき Hagiwara Natsuki?)Es una estudiante de preparatoria de 17 años es una chica muy misteriosa y sexy (Su nombre significa verano en japonés, "Natsu"). Ella decide autonombrase criada de Kōta se encarga de cuidar de él en ausencia de su padre. Mientras avanza el manga, se descubre que tiene una hermana mayor (a quién llama Haru-nee, haru: primavera en japonés) que es una famosa diseñadora de ropa interior y rapta a Kōta, para que Natsuki trabaje como modelo para ella y pueda tener más dinero.
Kanade Sakurai (桜井 奏 Sakurai Kanade?)Es una compañera de clase de Kōta es la chica más popular de su escuela. Al principio piensa que Kōta es alguien inferior, pero después de un curioso incidente se enamora de Kōta y a medida que va avanzando el manga se va enamorando más de él pero nunca es capaz de reconocerlo en público.
Hagiwara Chiaki (萩原 千秋  Hagiwara Chiaki?)Es la hermana menor de Natsuki aparece al final del capítulo 8 del manga, su personalidad es la opuesta a la de Natsuki. En el capítulo 9 del manga decide vivir en la casa de Kōta y a medida que va avanzando la historia se va enamorando de él. Parte de su nombre significa otoño (Chia en japonés).

## Volúmenes
Se han compilado todos los capítulos en tres volúmenes tankōbon, los cuales se muestran a continuación.
| Volumen | ISBN                   | Fecha de publicación en Japón |
| ------- | ---------------------- | ----------------------------- |
| 01      | ISBN 978-4-08-874782-8 | 4 de diciembre del 2009       |
| 02      | ISBN 978-4-08-870002-1 | 4 de febrero del 2010         |
| 03      | ISBN 978-4-08-870028-1 | 2 de abril del 2010           |